# 左伯桃
左伯桃（？—？），傳說為戰國時期人物。西漢劉向的《烈士傳》與明代馮夢龍的《喻世明言》中皆有提及。

## 生平
據《喻世明言》記載，楚元王招賢納士，羊角哀應詔前往。他在路上遇上左伯桃，並與他結為兄弟，同赴楚國都邑郢。由於時值嚴冬，刮起大風雪，他們感到寒冷和飢餓。左伯桃發現糧食不足且衣物不夠禦寒，於是將衣物脫下給羊角哀穿著以成全羊角哀的抱負，但自己則活活凍死。羊角哀流著淚地把左伯桃的屍首埋葬在一個老樹的枯洞裏，並背起錢搭和乾糧，哭著離去。當羊角哀其後到達郢都，他得到上大夫裴仲舉薦，上陳十策，拜中大夫一職。朝廷更賜其黃金百兩。羊角哀後奏請楚王為左伯桃建墓立祠「忠義之祠」以表思念。

## 爭議
馮夢龍《喻世明言》中左伯桃作春秋人，但其提到的“楚元王”“荆轲”分别处于西汉和战国时期。

## 其他連結
- 冯梦龙《喻世明言》第七卷〈羊角哀舍命全交〉